# Sakugawa Kanga

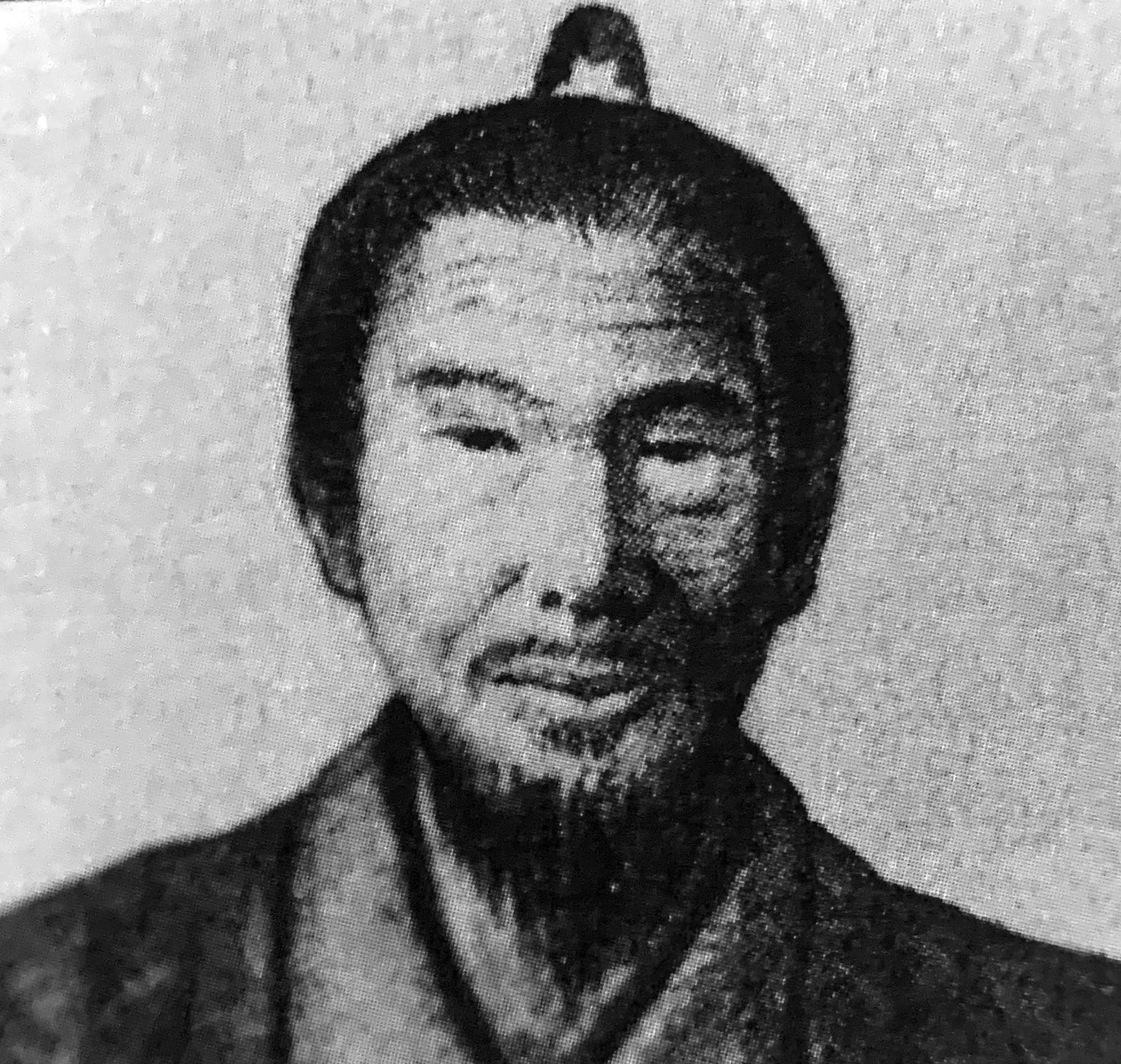
Sakugawa Kanga

Sakugawa Kanga (jap. 佐久川 寛賀; * 5. März 1733 in Akata, Shuri (heute: Naha); † 7. Juli 1815) war der bekannteste und wichtigste Meister des frühen okinawanischen Tōde, einem Vorläufer des modernen Karate.

## Leben
Aus dem einfachen Volke kommend, nahm er nach seiner Ernennung zum Chikudun Pēchin (筑登之親雲上, Beamter im gehobenen Dienst) den Namen „Sakugawa“ an. Aufgrund seiner Verdienste im Bereich des Tode bekam er auch den „Spitznamen“ Karate(/Tōde)-Sakugawa (唐手佐久川).
Als 17-Jähriger begann er das Studium der okinawanischen Kampfkünste bei dem Mönch Takahara Peichin (1683–1760) aus Akata. Dieser war ein Schüler von Matsu Higa, einem Bō-Experten. 1756 fand das erste Treffen von Sakugawa und dem chinesischen Kampfkunstexperten Kushanku statt. Takahara empfahl die Ausbildung durch Kushanku und somit hatte Kushanku neben Chatan Yara (Kitayra) einen weiteren Kohai namens Sakugawa.
Während der sechsjährigen Ausbildung und fünf weiteren Reisen nach China vertiefte Sakugawa sein Wissen über Quánfǎ und Qigong. Dadurch wurde er ein Verfechter der chinesischen Traditionen, die auf traditionelle Inhalte der Kampfkünste sowie die innere Entwicklung des Schülers ausgelegt waren. Seinen Schülern vermittelte er sein Kata-Wissen erst, wenn er von der richtigen inneren Einstellung des Kohai restlos überzeugt war.
Die Spezialisierung in den Kampfkünsten stieß bei ihm auf größte Ablehnung. Sakugawas Lebensphilosophie lautete: „Ein Meister des Karate muss in allen Dingen des Lebens bewandert sein. Ein Spezialist ist jemand, der immer mehr von immer weniger versteht“.
Sakugawa wird nachgesagt die Dōjōkun festgelegt zu haben, die auf Bodhidharma zurückgehen sollen.

## Schüler
Sakugawa hatte drei Schüler: Okuda (genannt „Eisenmann“), Makabe (genannt „Vogelmann“) und Matsumoto. Sakugawa übergab die Lizenz für den Stilvorstand (免許皆伝, Menkyo Kaiden) an Matsumoto. Makabe ging nach Tomari und unterrichtet den späteren Tomari-Meister Matsumora Kōsaku. Als 78-Jähriger unterrichtete er dann den damals noch jungen Matsumura Sōkon aus Shuri. Mit ihm begann die große Ära des Shorin ryu.